# Canal de Saimaa
Le canal de Saimaa (en finnois : Saimaan kanava, en suédois : Saima kanal, en russe : Сайменский канал) est un canal de navigation qui relie le lac Saimaa en Finlande à la baie de Vyborg, en Russie.
Le canal, le plus important de Finlande, permet de rejoindre le réseau des voies de navigation de la région des lacs en Finlande et d'offrir à la ville de Kuopio, en Savonie du Nord, un débouché maritime sur le golfe de Finlande.

## Histoire
Le canal est creusé de 1845 à 1856 et inauguré le 7 septembre 1856. Il relie Lappeenranta et Viipuri (actuellement Vyborg en Russie), villes appartenant à l'époque au grand-duché autonome de Finlande rattaché à la Russie impériale.
Lors du traité de Moscou de 1940, l'isthme de Carélie et la ville de Vyborg sont cédés par la Finlande à l'Union soviétique. Le canal se retrouve coupé en deux et toute navigation est alors interrompue pendant plus de 20 ans. En 1963, un traité permet à la Finlande de louer pour une durée de cinquante ans la partie russe du canal ainsi que l'île Maly Vyssotski (Ravansaari). Un nouveau canal, plus large et plus profond, est creusé par les Finlandais et ouvert à la circulation en 1968.
Le 26 septembre 2008, la Finlande et la Russie signent un protocole d'achèvement du processus de négociation en vue d'une prorogation de cinquante années du bail de la Finlande sur la partie louée du canal au-delà de 2013.
Le 27 mai 2010, le Premier ministre russe Vladimir Poutine et le Premier ministre de Finlande, Matti Vanhanen, signent un nouveau contrat.
Le 16 novembre 2011, le président russe Dmitri Medvedev signe la loi fédérale no 315-FZ,.
Le 17 février 2012, le nouvel accord entre en vigueur.
Selon les termes de l'accord, le loyer annuel est de 1,22 million d'euros, le bail est révisable tous les dix ans et l'île Maly Vyssotski retourne sous souveraineté russe. La partie louée du canal ne fait pas partie de l'Union européenne et le droit russe s'y applique avec quelques exceptions concernant les règles maritimes et l'embauche d'équipage sur le canal (qui tombe sous juridiction finlandaise).
La direction des musées de Finlande a classé le canal parmi les sites culturels construits d'intérêt national.

## Description
Le canal débute à Lappeenranta en Finlande sur le lac Saimaa. Le trajet traverse le lac Nuijamaa (fi), sur la frontière russo-finlandaise, et trois autres lacs plus petits situés en Russie. Dans sa partie terminale, le trajet emprunte un chenal maritime pour traverser la baie de Vyborg et déboucher dans le golfe de Finlande près de la ville de Vyssotsk, en Russie.
Le canal est ouvert à la circulation jusqu'au 31 décembre 2024, malgré la guerre en Ukraine.

## Trafic

### Trafic de voyageurs
La partie finlandaise du canal a reçu de  21 000 à 23 000 voyageurs par an. En 2011, les voyageurs en croisière ont été 20 500. Dans les années 2000, les bateaux de plaisance ont transporté annuellement  1 600 à 2 400 personnes.
Pour les passagers se rendant en Finlande, le visa russe n'est pas requis mais le passeport est obligatoire et contrôlé à la frontière. Les euros sont acceptés pour le payement des taxes.

### Transport de marchandises
En 2011, le canal a vu passer 1,76 million de tonnes de marchandises dont 1,64 million pour l'international et 0,12 tonnes à destination de ports finlandais.
En 2011, la part de bois brut transporté est de 672 000 tonnes.

### Dimensions
- Longueur : 42,9 km (dont 19,6 km en territoire russe et 23,3 km en territoire finlandais)
- Largeur : de 34 à 55 m
- Dénivelé du lac Saimaa au golfe de Finlande : 75,7 m
- Dimensions maximales des bateaux autorisés à transiter sur le canal (Saimax) :
  - longueur : 82,0 m
  - maître-bau (largeur): 12,2 m
  - tirant d'eau : 4,35 m
  - tirant d'air : 24,5 m

### Écluses
Trois écluses sont situées dans la partie finlandaise du canal (Mälkiä, Mustola, Soskua) et cinq autres dans la partie russe (Pälli, Ilistoïe, Svetotchnoïe, Iskrovka, Brousnitchnoïe),:

Écluses et longueur des biefs.

| N° | Nom car. latins | Nom car. cyrilliques | Dénivelé (m) | Position                     | Pays     |
| -- | --------------- | -------------------- | ------------ | ---------------------------- | -------- |
| 8  | Mälkiä (fi)     | Мялкия               | 12,4 m       | 61° 04′ 15″ N, 28° 18′ 14″ E | Finlande |
| 7  | Mustola (fi)    | Мустола              | 7,2 m        | 61° 03′ 45″ N, 28° 18′ 59″ E | Finlande |
| 6  | Soskua          | Соскуа               | 8,3 m        | 61° 02′ 23″ N, 28° 24′ 02″ E | Finlande |
| 5  | Pälli           | Пялли                | 11,7 m       | 60° 54′ 26″ N, 28° 36′ 55″ E | Russie   |
| 4  | Ilistoïe        | Илистое              | 10,2 m       | 60° 53′ 36″ N, 28° 37′ 22″ E | Russie   |
| 3  | Tsvetotchnoïe   | Цветочное            | 5,5 m        | 60° 52′ 55″ N, 28° 39′ 03″ E | Russie   |
| 2  | Iskrovka        | Искровка             | 11,4 m       | 60° 49′ 56″ N, 28° 44′ 12″ E | Russie   |
| 1  | Brousnitchnoïe  | Брусничное           | 10,0 m       | 60° 48′ 38″ N, 28° 44′ 14″ E | Russie   |

| Carte du canal du Saima             |
| Le canal du Saimaa et ses 8 écluses |

### Ponts
Le canal est enjambé par:
- 12 ponts routiers:
  - 6 en Finlande (3 mobiles et 3 fixes)
  - 6 en Russie (4 mobiles et 2 fixes)
- 2 ponts ferroviaires fixes (un de chaque côté de la frontière).

## Galerie

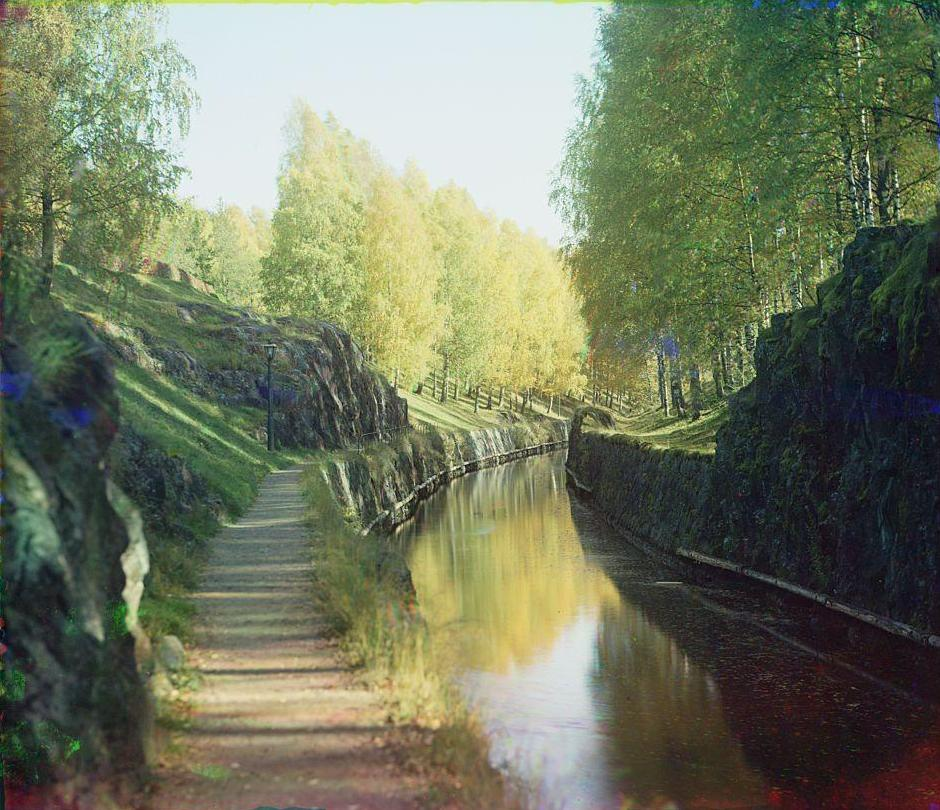
Le canal en 1903 (photo de Sergueï Prokoudine-Gorski).
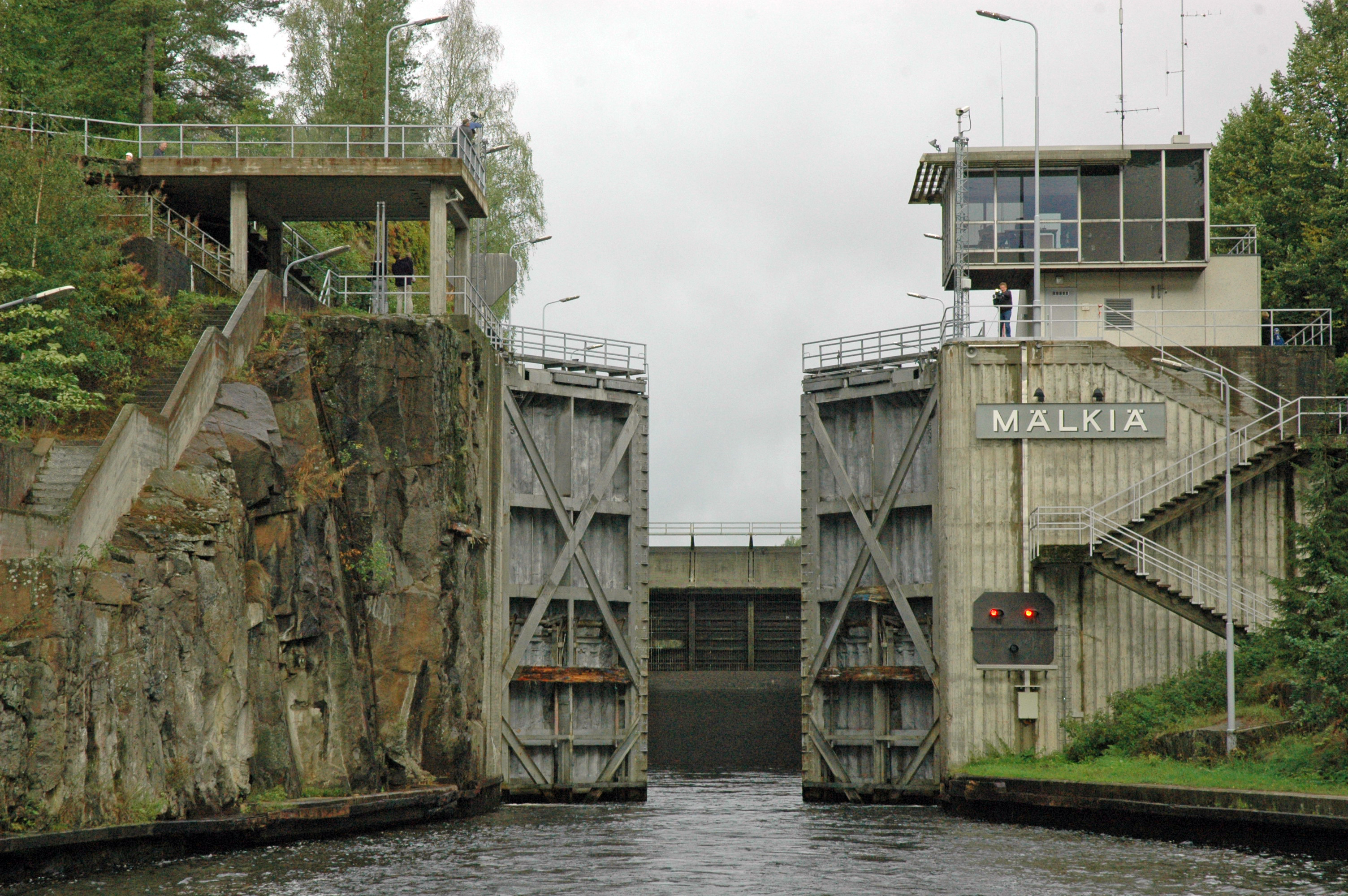
L'écluse de Mälkiä.
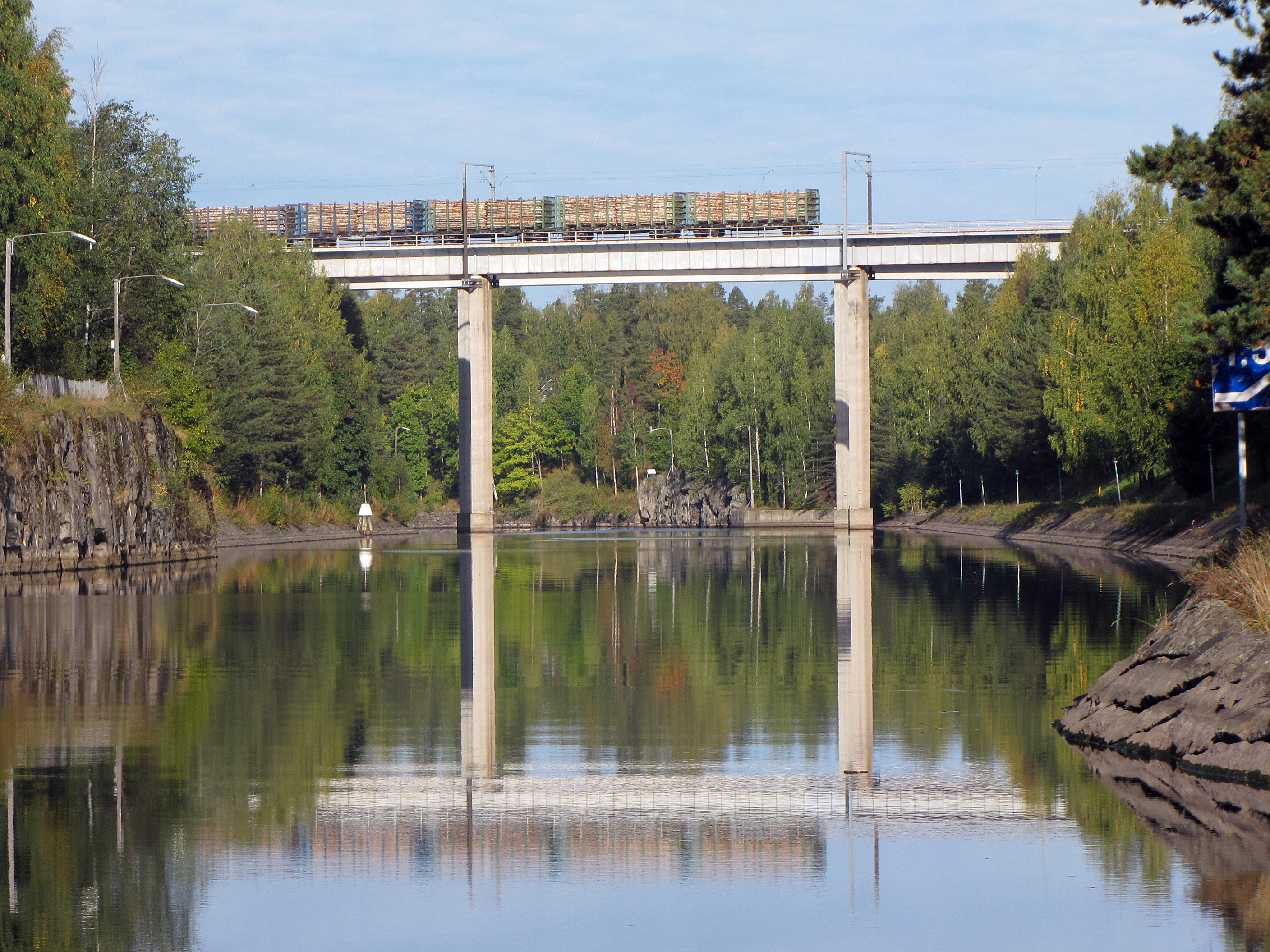
Pont ferroviaire sur le canal.
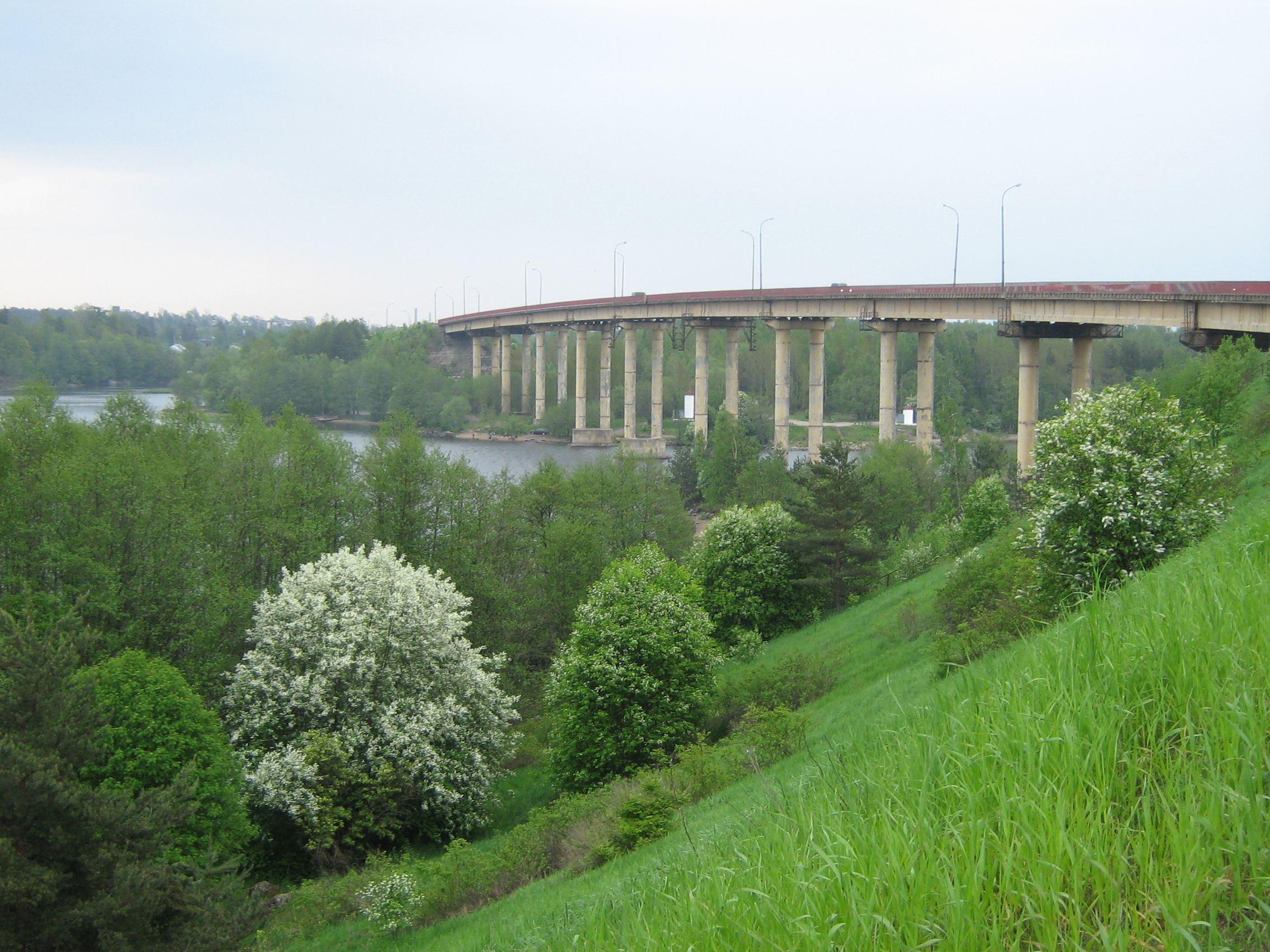
Le pont de l'Amitié.
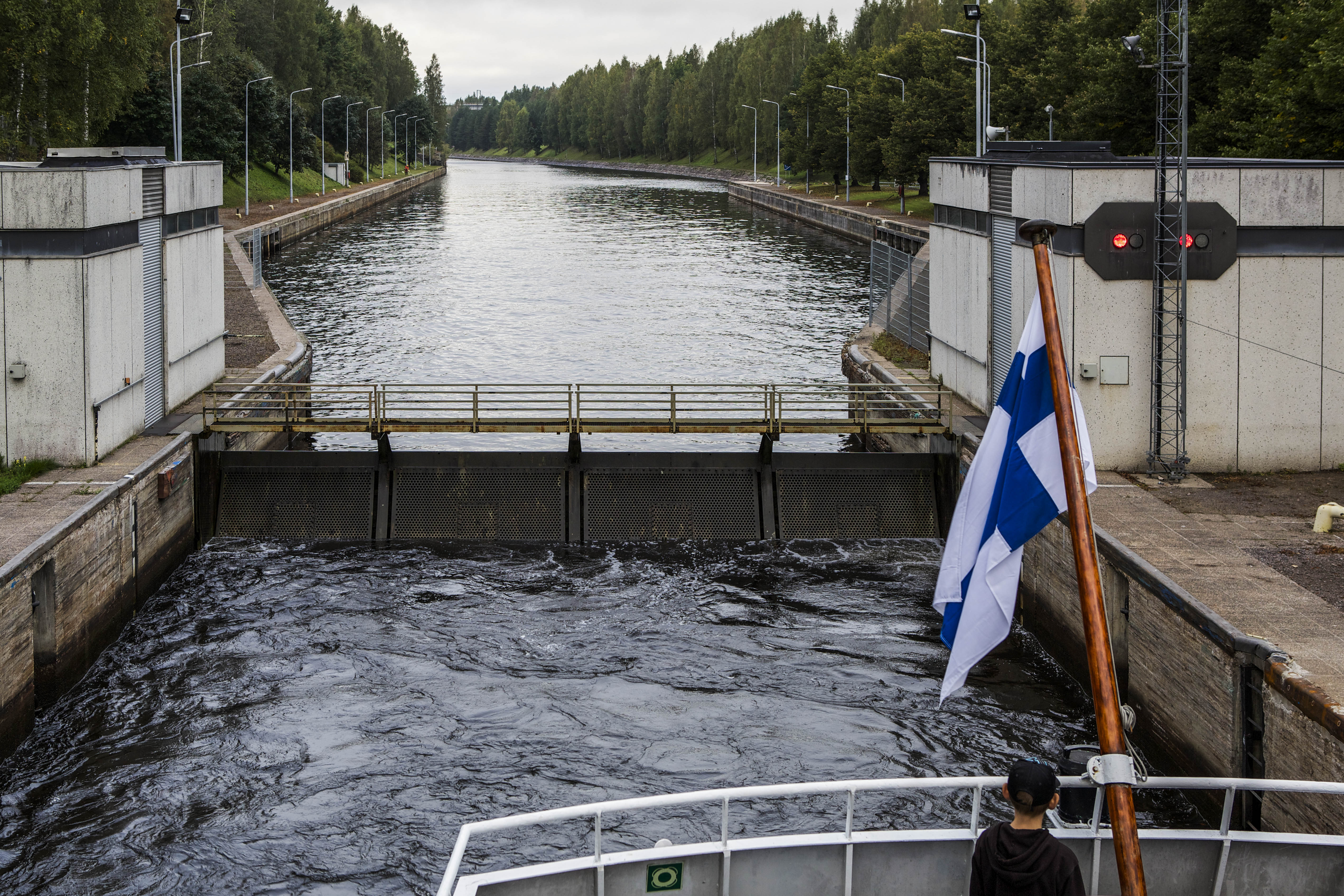
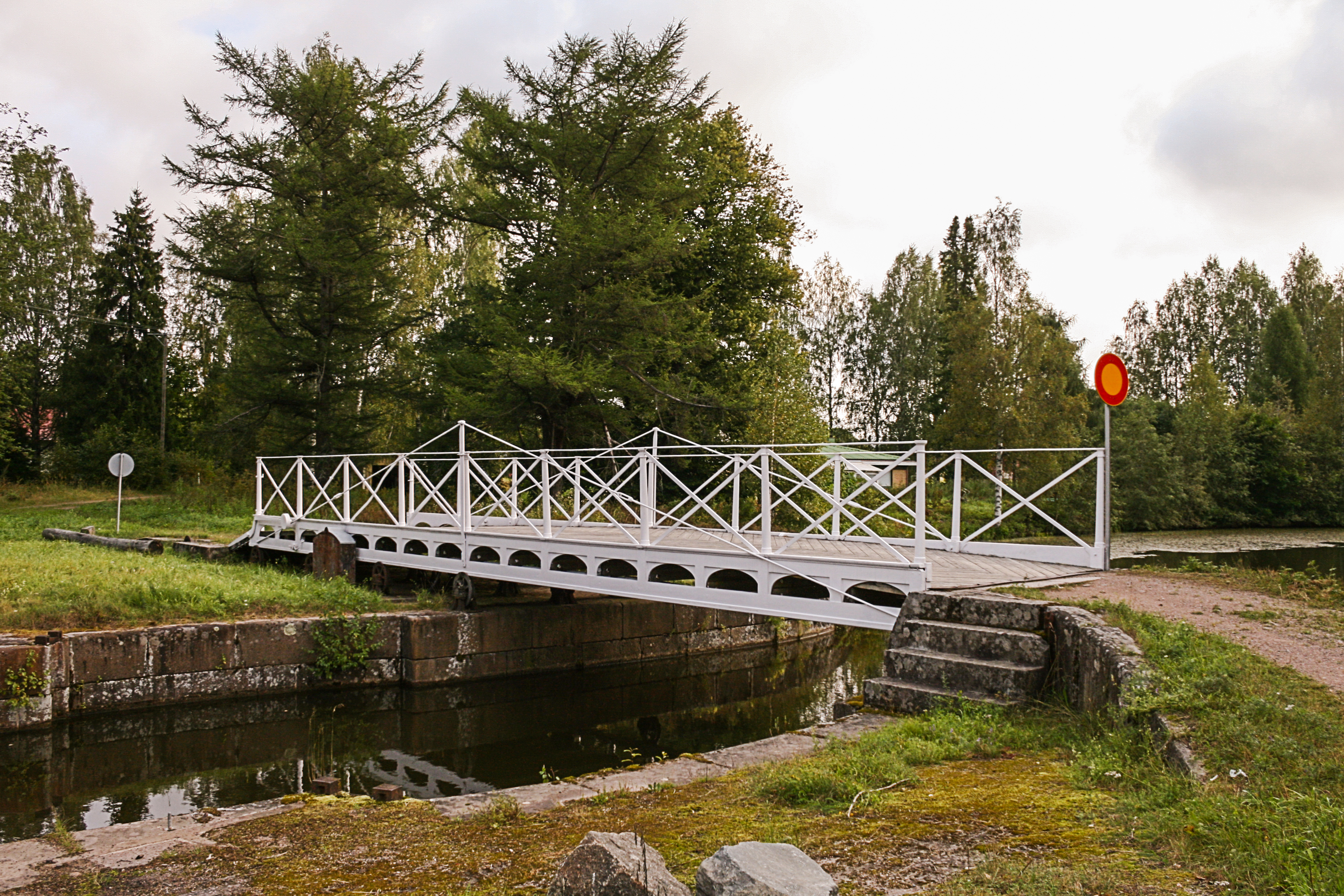
Pont roulant à Riihelänkuja près de Kansola sur l'ancien canal.
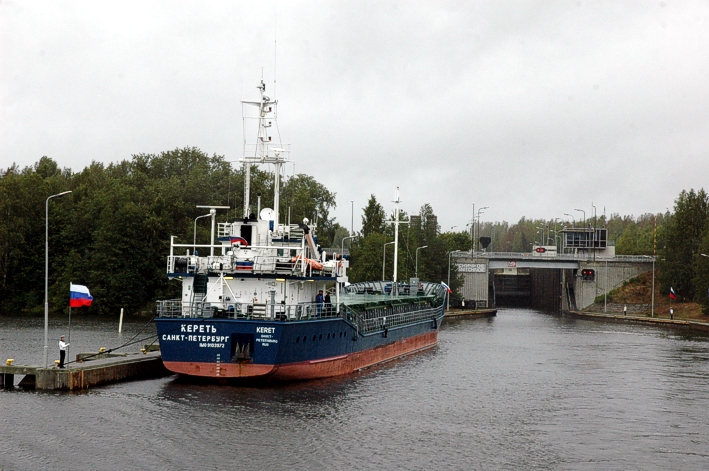
Le Keret sur le canal.
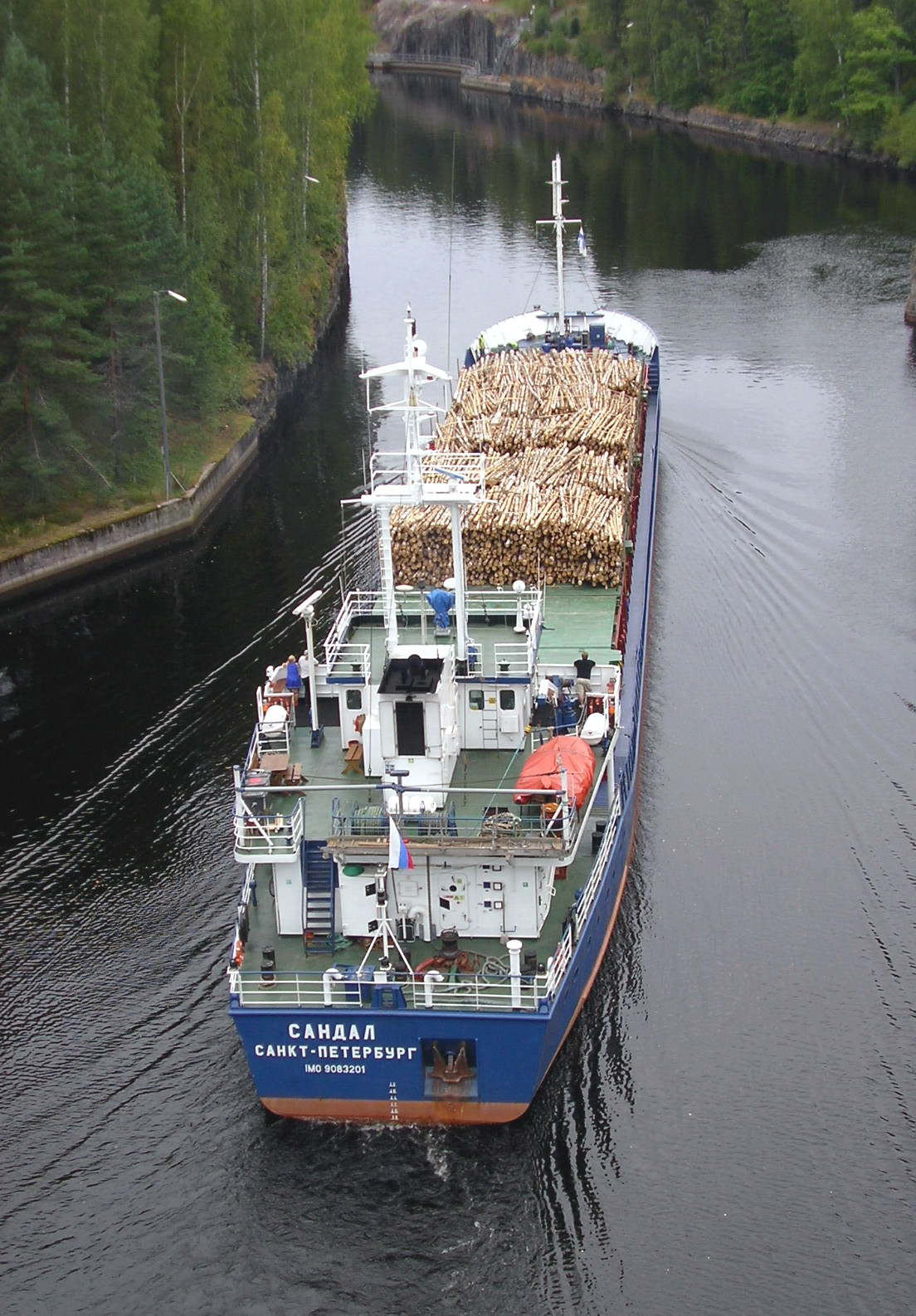
Le canal à  Lappeenranta.